# Л’Эпин (Верхние Альпы)
Л’Эпи́н (фр. L'Épine, окс. L'Espina) — коммуна во Франции, находится в регионе Прованс — Альпы — Лазурный Берег. Департамент коммуны — Верхние Альпы. Входит в состав кантона Сер. Округ коммуны — Гап.
Код INSEE коммуны — 05048.

## Население
Население коммуны на 2008 год составляло 180 человек.
| 1962 | 1968 | 1975 | 1982 | 1990 | 1999 | 2008 |
| ---- | ---- | ---- | ---- | ---- | ---- | ---- |
| 148  | 182  | 155  | 141  | 148  | 154  | 180  |

## Экономика
В 2007 году среди 99 человек в трудоспособном возрасте (15—64 лет) 63 были экономически активными, 36 — неактивными (показатель активности — 63,6 %, в 1999 году было 65,4 %). Из 63 активных работали 54 человека (30 мужчин и 24 женщины), безработных было 9 (5 мужчин и 4 женщины). Среди 36 неактивных 2 человека были учениками или студентами, 24 — пенсионерами, 10 были неактивными по другим причинам.